# Luči na intervencijskih vozilih
Luči na intervencijskih vozilih so vizualna oprema nameščena na vozilu, ki omogočajo vozniku, da opozori druge udeležence v prometu na nujnost njegove vožnje, da opozori na dodatno nevarnost naleta, ko vozilo miruje. Intervencijske luči služijo tudi kot sredstvo, ki signalizira drugim voznikom, da ustavijo svoje vozilo zaradi posredovanja policije, gasilcev, reševalcev ali drugih posredovalcev na kraju dogodka. Pogosto so uporabljene skupaj s sireno, da bi tako še povečali njihovo učinkovitost. V mnogih primerih je uporaba teh luči pokazatelj specifične legalne moči, ki opozori druge udeležence, da se obnašajo drugače. Na primer, da jih opozori, da se zaustavijo ob robu cestišča in tako omogočijo neoviran prehod intervencijskemu vozilu.
Zakon ne glede na omejitve določa zelo široko uporabo teh luči. Zato lahko tudi nekatera vozila, ki niso intervencijska uporabljajo podobne luči. Na primer vlečne službe. 

## Namen
Luči interventnih vozil se generalno uporablja za omogočanje poti interventnim vozilom, opozori nasproti vozeča vozila na potencialno nevarnost, kot je na primer ustavljeno ali pa počasneje premikajoče se vozilo od ostalega prometa ali pa so namenjene ustavljanju vozila. Na nekaterih vozilih so tudi puščice za usmerjanje prometa.
Uporaba intervencijskih luči je v mnogih primerih prepovedana. Uporaba je dovoljena samo za odziv v primeru nujnega primera, opozarjanje na prometni zastoj ali pa ko obstaja možnost drugih nevarnosti na cesti. Nekatere privatne varnostne službe imajo posebna dovoljenja, ki jim omogočajo uporabo siren v posebej določenih primerih.

## Znanstvena raziskava
Študija na Loughborough University v Veliki Britaniji kaže na to, da snopi svetlobe dajo človeku večji občutek nujnosti, prav tako da višja frekvenca večji občutek nujnosti in potencialno omogoča hitrejši prehod interventnemu vozilu skozi promet. Prav tako zaključuje, da so faktorji kot je vzorec bliska zelo pomembni. Če luči utripajo simultano privabijo večjo pozornost kot izmenjujoči se luči, ampak simultano utripajoče luči povečajo učinek neprijetnega odseva. V splošnem, ko se intenziteta in število utripov poveča, se reakcijski čas, ki ga voznik potrebuje zmanjša.
Ista študija je primerjala različne barve luči za odsev in čas, ki ga voznik potrebuje, da zazna intervencijske luči tako pri dnevnih kot nočnih pogojih. Medtem ko se obe, rdeča in modra odlično odrežejo pri odbojnosti v različnih pogojih, se nasprotne ugotovitve kažejo pri reakcijskemu času. Medtem, ko so se vse barve odrezale približno enako, je imela jantar barva najslabšo zaznavnost, tako podnevi kot ponoči. Ampak, ko so bili viri svetlobe konstantni se je jantarjev filter, ki generalno spusti skozi največ svetlobe odrezal najboljše pri reakcijskem času.

## Možne nevarnosti
Pri uporabi intervencijskih luči se lahko pojavi veliko število različnih nevarnosti, ki lahko vplivajo na druge udeležence v prometu, zato pri dizajniranju le teh poskušajo zmanjšati učinek negativnih efektov. Možne nevarnosti so:
- Fotoepilepsija - to je epileptična reakcija na utripajoče luči, ki lahko sproži različno resnost težav, od nenavadnega počutja ali neželenega trzanja pa do splošnega epileptičnega napada. Ta epilepsija se lahko sproži z utripanjem v frekvenci od 10-20 Hz, ne glede na barvo. Zato viri svetlobe na intervencijskih vozilih generalno proizvajajo veliko nižje frekvence[2]. Študija Loughborough University predpostavlja, da je možnost epileptičnega napada zaradi intervencijskih luči minimalna. Govori tudi o tem, da lahko intervencijski delavci tožijo o bolečinah v očeh, ki pa so nepovezane s epilepsijo.</ref> the Loughborough study suggests that such possibilities be minimized. It also notes that emergency workers may report distraction and eyestrain unrelated to epilepsy from working under the lights.[3]
- Odsev – močan vir svetlobe v vidnem polju človeka lahko zmanjša njihovo sposobnost videnja drugega predmeta. Ta efekt se lahko pojavi v dežju, vetrobranskem steklu ali očalih. Študija tehta med tem »ne zmožnostmi odsev«, pri katerem je voznik začasno zaslepljen in ni zmožen videti nevarnosti na cesti, in med »neprijetnim odsevom«, ki je bolj splošen učinek luči, ki lahko povzročijo na primer, da motorist odmakne pogled s ceste.[1]